# Trigger Warning
Trigger Warning è il quarto EP del gruppo musicale australiano Knife Party, pubblicato il 20 novembre 2015 dalla Earstorm Records.

## Il disco
Annunciato dal duo attraverso Twitter il 20 luglio 2015, Trigger Warning contiene tre brani inediti originariamente presentati dal vivo dai Knife Party il 30 marzo 2015 durante la loro apparizione all'Ultra Music Festival di Miami, oltre a un remix di PLUR Police realizzato da Jauz.
Il 18 novembre è stato presentato in anteprima mondiale il brano d'apertura PLUR Police attraverso il programma Beats 1 di Zane Lowe, mentre il giorno seguente l'intero EP è stato reso disponibile per l'ascolto attraverso il sito della rivista statunitense Billboard.

## Tracce
Musiche di Rob Swire e Gareth McGrillen.
1. PLUR Police – 4:05
2. Parliament Funk – 4:20
3. Kraken (Knife Party & Tom Staar) – 4:50
4. PLUR Police (Jauz Remix) – 3:45